# Deense kampioenschappen mountainbike

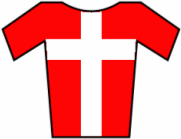
Deense kampioenstrui

De Deense kampioenschappen mountainbike worden gehouden sinds 1992. In onderstaand overzicht zijn alleen de kampioenen bij de senioren (elite) meegenomen.

## Mannen

### Cross Country
| Jaar | Goud                 | Zilver               | Brons               |
| ---- | -------------------- | -------------------- | ------------------- |
| 2017 | Sebastian Carstensen | Klaus Nielsen        | Simon Andreassen    |
| 2016 | Simon Andreassen     | Sebastian Carstensen | Klaus Nielsen       |
| 2015 | Sebastian Carstensen | Benjamin Justesen    | Niels Rasmussen     |
| 2014 | Sebastian Carstensen | Benjamin Justesen    | Klaus Nielsen       |
| 2013 | Klaus Nielsen        | Benjamin Justesen    | Thomas Bonne        |
| 2012 | Jonas Pedersen       | Benjamin Justesen    | Casper Saltoft      |
| 2011 | Benjamin Justesen    | Jonas Pedersen       | Casper Saltoft      |
| 2010 | Klaus Nielsen        | Jens Gorm Hansen     | Klaus Vesterlund    |
| 2009 | Simon Tarp Jensen    | Jens Gorm Hansen     | Benjamin Justesen   |
| 2008 | Klaus Nielsen        | Christian Poulsen    | Thomas Bonne        |
| 2007 | Peter Riis Andersen  | Jakob Fuglsang       | Klaus Nielsen       |
| 2006 | Jakob Fuglsang       | Peter Riis Andersen  | Klaus Nielsen       |
| 2005 | Peter Riis Andersen  | Jakob Fuglsang       | Klaus Vesterlund    |
| 2004 | Peter Riis Andersen  | Jakob Fuglsang       | Thomas Bonne        |
| 2003 | Klaus Vesterlund     | Peter Riis Andersen  | Peter Bech          |
| 2002 | Thomas Bonne         | Christian Poulsen    | Klaus Nielsen       |
| 2001 | Peter Riis Andersen  | Klaus Nielsen        | Kim S. Pedersen     |
| 2000 | Henrik Djernis       | Michael Grønbech     | Peter Riis Andersen |
| 1999 | Henrik Djernis       | Jesper Agergård      | Lennie Kristensen   |
| 1998 | Henrik Djernis       | Jesper Agergård      | Jan Erik Østergaard |
| 1997 | Henrik Djernis       | Lennie Kristensen    | Jan Erik Østergaard |
| 1996 | Michael Rasmussen    | Ernst Hansen         | Lennie Kristensen   |
| 1995 | Jan Erik Østergaard  | Michael Rasmussen    | Ernst Hansen        |
| 1994 | Henrik Djernis       | Michael Rasmussen    | Lennie Kristensen   |
| 1993 | Henrik Djernis       | Michael Jørgensen    | Jan Erik Østergaard |
| 1992 | Lennie Kristensen    | Henrik Djernis       | Michael Jørgensen   |

### Marathon
| Jaar | Goud              | Zilver            | Brons            |
| ---- | ----------------- | ----------------- | ---------------- |
| 2012 | Klaus Nielsen     | Benjamin Justesen | Søren Nissen     |
| 2011 | Benjamin Justesen | Casper Saltoft    | Jens Gorm Hansen |
| 2010 | Benjamin Justesen | Jens Gorm Hansen  | Thomas Bundgård  |
| 2009 | Benjamin Justesen | Jens Gorm Hansen  | Rasmus Jessing   |
| 2008 | Klaus Vesterlund  | Thomas Bonne      | Peter Bech       |
| 2007 | Jakob Fuglsang    | Thomas Bonne      | Klaus Vesterlund |
| 2006 | Thomas Bonne      | Michael Grønbech  | Klaus Vesterlund |

## Vrouwen

### Cross Country
| Jaar | Goud                  | Zilver                 | Brons                  |
| ---- | --------------------- | ---------------------- | ---------------------- |
| 2017 | Annika Langvad        | Malene Degn            | Maj Thomsen            |
| 2016 | Annika Langvad        | Malene Degn            | Maj Thomsen            |
| 2015 | Annika Langvad        | Malene Degn            | Helle Haugaard Jessen  |
| 2014 | Annika Langvad        | Lisette Rosenbeck      | Julie Solbjerg Appel   |
| 2013 | Annika Langvad        | Helle Qvortrup Bachman | Vanessa Salinas        |
| 2012 | Annika Langvad        | Rikke Kornvig          | Helle Qvortrup         |
| 2011 | Annika Langvad        | Rikke Kornvig          | Tine Vogt              |
| 2010 | Annika Langvad        | Mette Marie Kronborg   | Nikoline Hansen        |
| 2009 | Annika Langvad        | Helle Qvortrup         | Carol Rasmussen        |
| 2008 | Marie Kunst           | Sandra Dolcerocca      | Annika Langvad         |
| 2007 | Sandra Dolcerocca     | Kristine Nørgaard      | Anna-Sofie Nørgaard    |
| 2006 | Sandra Dolcerocca     | Anna-Sofie Nørgaard    | Kristine Nørgaard      |
| 2005 | Julie Bollerup Hansen | Sandra Dolcerocca      | Kariatta Esther Koroma |
| 2004 | Mette Andersen        | Lis Jacobsen           | Sandra Dolcerocca      |
| 2003 | Mette Andersen        | Dorte Lohse            | Silja Stadler          |
| 2002 | Mette Andersen        | Silja Stadler          | Lotte Schmidt          |
| 2001 | Mette Andersen        | Lotte Schmidt          | Lis Jacobsen           |
| 2000 | Nadine Bruhn          | Dorte Lohse            | Mette Andersen         |
| 1999 | Nadine Bruhn          | Susanne Berg           | Lotte Schmidt          |

### Marathon
| Jaar | Goud              | Zilver                | Brons                |
| ---- | ----------------- | --------------------- | -------------------- |
| 2010 | Rikke Kornvig     | Anne Thorbjørn        | Tine Maria Henriksen |
| 2009 | Annika Langvad    | Helle Qvortrup        | Carol Rasmussen      |
| 2008 | Kristine Nørgaard | Annika Langvad        | Marie Kunst          |
| 2007 | Marie Kunst       | Anne-Sofie Nørregaard | Helle Qvortrup       |